# Thải Giàng Phố
Thải Giàng Phố là một xã thuộc huyện Bắc Hà, tỉnh Lào Cai, Việt Nam.

## Địa lý
Xã Thải Giàng Phố có diện tích 65,94 km², dân số năm 1999 là 2.047 người, mật độ dân số đạt 31 người/km².
Toàn xã có 4 thành phần dân tộc: người Mông chiếm trên 90 % dân số, ngoài ra còn có người Nùng, người Phù Lá và người Kinh.

## Lịch sử
Tên gọi Thải Giàng Phố theo tiếng địa phương có nghĩa là: Núi mặt trời mọc.